# Hôtel d'Albret
El Hôtel d'Albret o Hôtel Jeanne d'Albret es una mansión privada ubicada en 29bis y 31 rue des Francs-Bourgeois en el IV Distrito de París clasificado como Monumento Histórico en 1889 que alberga el Departamento de Asuntos Culturales de la Ciudad de París.

## Historia
Pierre Le Jay, Tesorero del Extraordinario del Rey, construyó su residencia en 1545 en 5 parcelas de la subdivisión Sainte-Catherine Culture. 
En 1563 paso a manos del condestable Anne de Montmorency y luego de su hijo Guillaume, en 1586 era de Marion Bandini, un rico banquero italiano, que hizo construir el edificio entre el patio y el jardín.
En 1601 era del financiero Pierre Le Charron que lo amplió sobre la suprimida Ruelle de la Lamproie que desembocaba en el extremo occidental del hotel a lo largo del recinto de Philippe Auguste y por la compra de casas y jardines vecinos.
En 1630 fue de Gabriel de Guénégaud du Plessis y luego su hijo Henri de Guénégaud, quien construyó el ala izquierda que da al jardín y el ala derecha que da al patio bajo la dirección de Mansart. Guénégaud amplió el jardín hasta el muro de Philippe Auguste y la torre aún existente. Esta torre fue transformada en comedor de verano y luego en capilla en 1678.
En 1654 era de César-Phoebus d'Albret, mariscal de Francia, cuñado de Guénégaud, en 1678 de Jean-Baptiste Brunet de Chailly, en 1703 de su hijo Pierre Brunet y en 1740, del sobrino de este último, Jean-Baptiste-Charles du Tillet marqués de Villarceaux, presidente del parlamento de París, quien hizo reconstruir el ala que daba a la calle por los arquitectos Jean-Baptiste Vautrain y Jean- Baptiste Courtronne Le Jeune.
En el siglo XIX y hasta principios de la década de 1970, se utilizó para actividades comerciales y artesanales, incluida la fábrica de lámparas de araña Baguès, que agregó una sala de exposiciones en el jardín, con lo que este se redujo a más de la mitad, mientras la torre de Philippe-Auguste ya se encuentra fuera de la propiedad.
Fue aquirido en 1975 por la Ciudad de París y restaurado en 1989 para ser la sede del Departamento de Asuntos Culturales desde ese mismo año.

## Descripción
El edificio de la calle es de estilo rocalla. Su portal está rematado por un cartucho decorado con la cabeza de un animal alado rodeado de guirnaldas de flores.
El edificio principal fue remodelado alrededor de 1680-1700 pero ha conservado su tejado de pizarra y las buhardillas arqueadas revestidas con pilastras del Renacimiento.
El balcón que da a la calle, realzado con dorados, es obra del cerrajero Hallé. El portal está rematado por un cartucho decorado con la cabeza de un animal alado, difícil de identificar, rodeado de guirnaldas de flores. La puerta arqueada, obra de Jean-Baptiste Martin the Younger, tiene un óculo bajo el cual está esculpido Hércules vestido con la piel del león de Nemea.

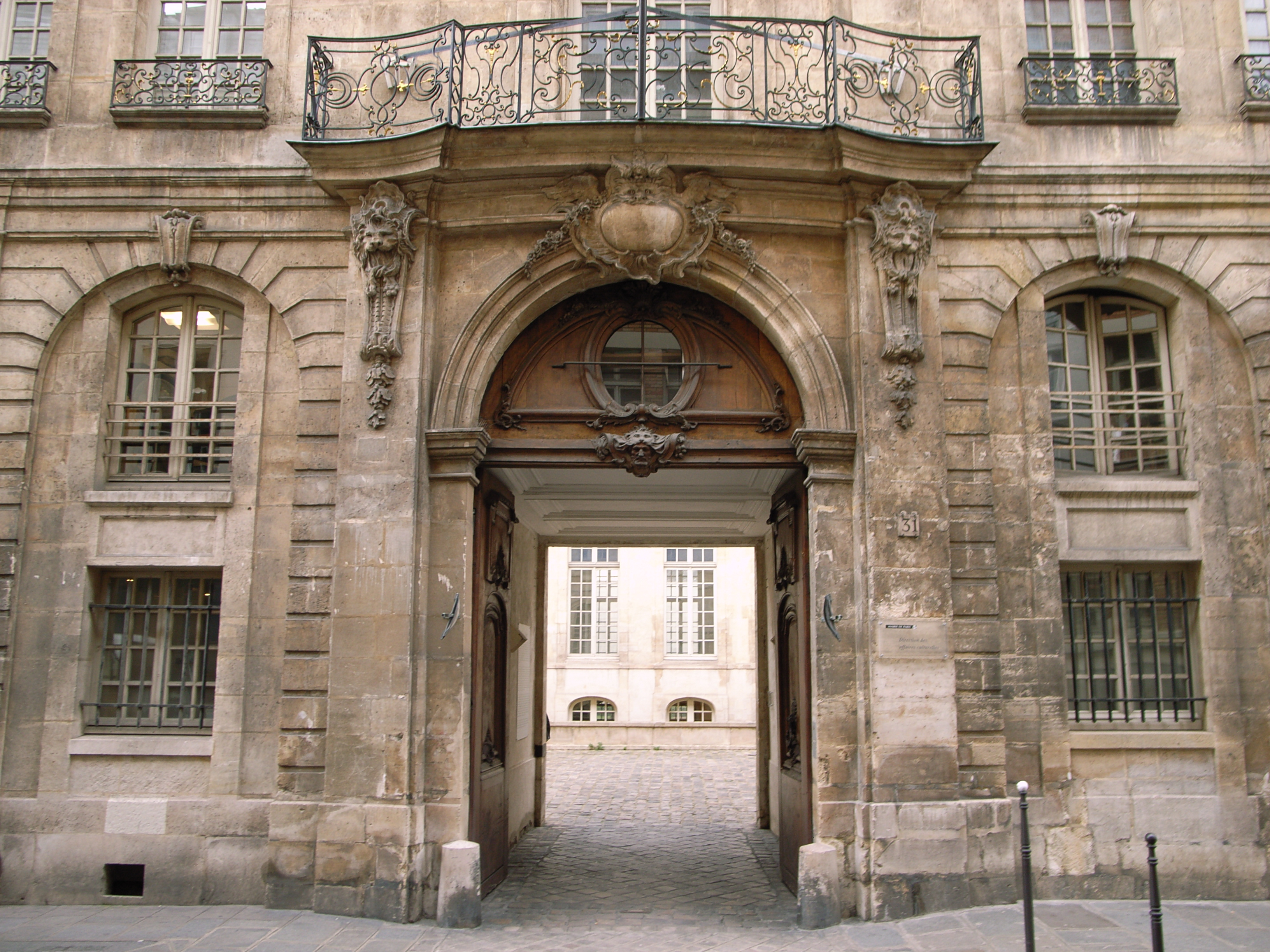
Portal en la calle.
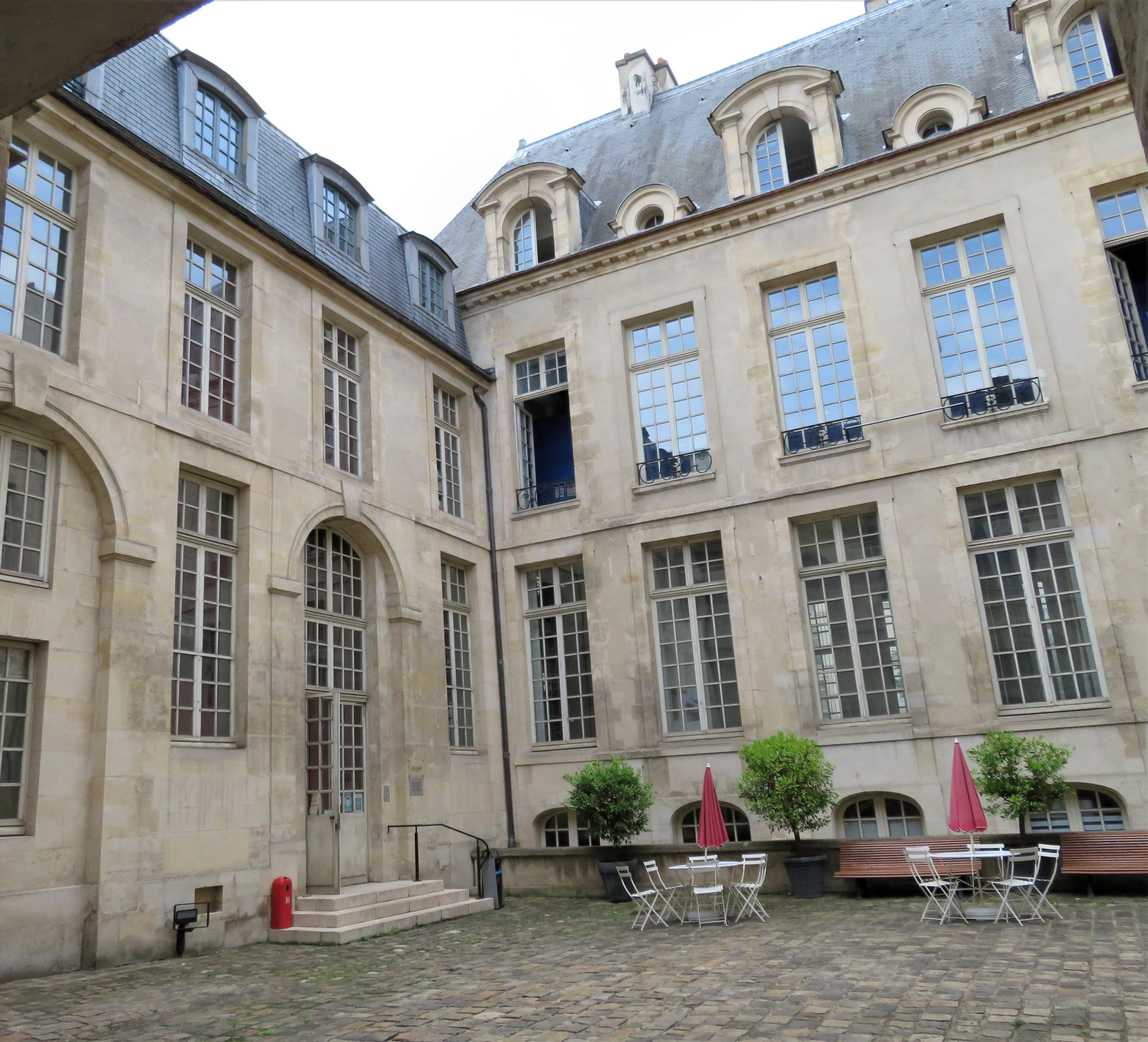
Ala izquierda y edificio principal entre patio y jardín.
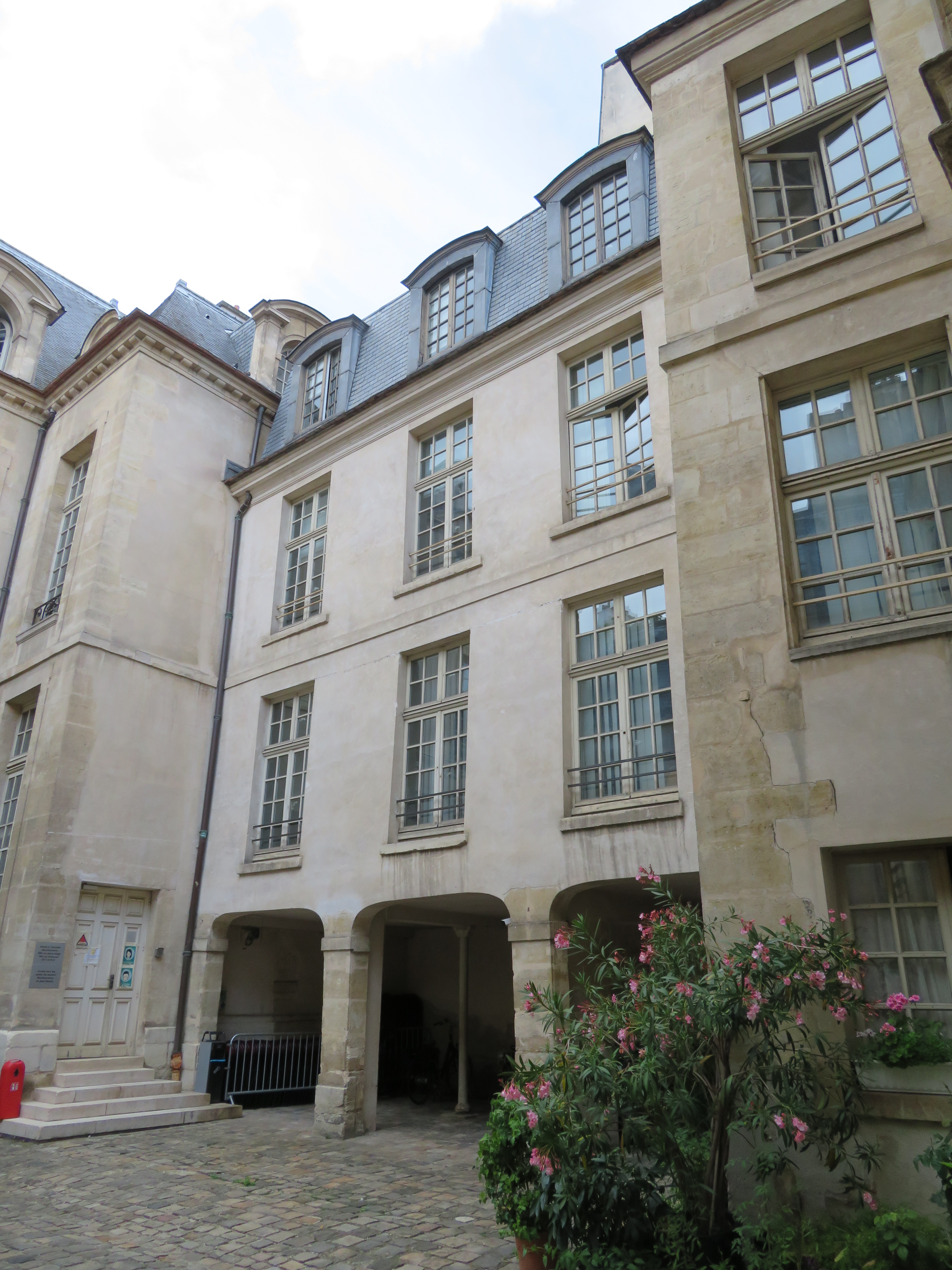
Ala derecha en patio.